# Władysława Szoc
Władysława Szoc z d. Goch (ur. 18 sierpnia 1911 r. w Łychowie Szlacheckim, zm. 23 listopada 1979 r. w Belgii) – polska pielęgniarka, pedagog, działaczka społeczna i samorządowa, pionierka szkolnictwa pielęgniarskiego na Lubelszczyźnie.

## Życiorys
Dzieciństwo spędziła w Łychowie Szlacheckim (k. Kraśnika), gdzie jej rodzice (Walenty Goch i Józefa z d. Grabczak) zajmowali się prowadzeniem gospodarstwa rolnego (4,5 ha). Wykształcenie średnie uzyskała w koedukacyjnym gimnazjum w Kraśniku (1928). W 1929 r. rozpoczęła edukację w Szkole Pielęgniarstwa PCK w Warszawie. Po uzyskaniu tytułu pielęgniarki dyplomowanej podjęła pracę w szkole jako instruktorka zawodu (od 1 stycznia 1932 r. do sierpnia 1933 r.). W 1933 r. wyjechała do Lwowa, gdzie była zatrudniona na stanowisku instrumentariuszki w szpitalu wojskowym (do 1936 r.).
W 1936 r. w Przemyślu poślubiła Maksymiliana Szoca, oficera Wojska Polskiego. Następnie zamieszkała w Jarosławiu. W latach 1939–1940 przebywała w Łychowie Szlacheckim. W 1942 r. w wyniku działań wojennych zmarła jej siostra i jedno z trójki dzieci. W tym samym roku wyjechała z synami (5-letnim Maksymilianem i 4-letnim Antonim) do Warszawy. Zajmowała się tam dzieckiem zmarłej siostry. Podjęła pracę dorywczą pełniąc prywatne dyżury pielęgniarskie w Sanatorium Świętego Józefa. W ramach zdobywania funduszy na utrzymanie zgodziła się na przeprowadzanie doświadczeń na sobie w Instytucie Weigla. Podczas powstania warszawskiego opatrywała powstańców w szpitalu Świętego Łazarza na Woli.
Po zakończeniu wojny pracowała w domu dziecka. W 1946 r. została kierowniczką szkolenia praktycznego w Śląskiej Szkole Pielęgniarstwa PCK w Zabrzu. Następnie decyzją Ministerstwa Zdrowia i Opieki Społecznej została powołana na stanowisko dyrektorki Wojewódzkiej Szkoły Pielęgniarsko-Położniczej w Chełmie.
Do Chełma przyjechała 1 października 1947 r. Pierwsze zajęcia w szkole rozpoczęły się 6 listopada 1948 r. (32 uczennice). W 1949 r. dołączył do niej jej mąż. 25 stycznia 1950 r. Władysława Szoc złożyła rezygnację z pełnienia obowiązków dyrektorki szkoły. Powodem były problemy zdrowotne. Rezygnację odrzucono.
W latach 1952–1955 pełniła funkcję radnej w Miejskiej Radzie Narodowej w Chełmie. Działała w Związku Zawodowym Pracowników Służby Zdrowia oraz była jedną z założycielek Związku Zawodowego Pracowników Służby Zdrowia w Chełmie i Związku Okręgu w Lublinie. Była jedną z inicjatorek powstania Wojewódzkiego Oddziału Polskiego Towarzystwa Pielęgniarskiego w Chełmie.
W 1957 r. uczestniczyła w I Zjeździe Polskiego Towarzystwa Pielęgniarskiego, gdzie została członkiem Zarządu Głównego.
1 czerwca 1959 r. w związku z decyzją Ministra Zdrowia została przeniesiona do Bydgoszczy, aby tam pełnić funkcję wizytatora średnich szkół medycznych w Wydziale Zdrowia Prezydium Wojewódzkiego Rady Narodowej.
1 listopada 1959 r. wyjechała do Torunia, gdzie była dyrektorką Państwowego Liceum Pielęgniarstwa. 31 sierpnia 1961 r. w wyniku złożonej rezygnacji przestała pełnić obowiązki dyrektorki. Pracowała tam nadal na stanowisku kierownika nauczania praktycznego zawodu.
Ze względu na pogarszający się stan zdrowia w 1970 r. przeszła na emeryturę. Następnie wyjechała do Belgii, gdzie przebywał jej najmłodszy syn Jan i tam zmarła. „Nie mogła już wrócić do kraju, a nie chciała leżeć w obcej ziemi” – powiedział po jej śmierci syn. Prochy jej zostały rozrzucone na wietrze.

## Wyróżnienia i medale
- 1949 – Srebrny Krzyż Zasługi
- 1952 – Odznaka honorowa „Za wzorową pracę w służbie zdrowia”;
- 1958 – Złoty Krzyż Zasługi

18 września 1988 r. Władysława Szoc została patronką Medycznego Studium Zawodowego w Chełmie.